# Ithycyphus perineti
Ithycyphus perineti — вид змій родини Pseudoxyrhophiidae. Ендемік Мадагаскару.

## Поширення і екологія
Ithycyphus perineti мешкають на півночі і в центрі острова Мадагаскар. Вони живуть у вологих тропічних лісах.